# Rio Mogi Mirim
O Rio Mogi-Mirim é um rio brasileiro do estado de São Paulo, que possui nascente na cidade própria de Mogi Mirim e desagua no rio Mogi-Guaçu.